# Dolors Batlle i Sunyer
Dolors Batlle i Sunyer (Agullana, 2 de març de 1892 – Barcelona, 16 de gener de 1982) fou educadora i mestra, i va renovar els esquemes educatius de Catalunya.
Filla del també mestre Joan Batlle i París, Dolors Batlle va exercir l'ensenyament a Banyoles i durant els anys 1921-1923 a Barcelona, concretament a l'escola unitària de la plaça Comas, a les Corts, i va ser seleccionada per a formar part del grup Escolar La Farigola. Fou considerada com una de les mestres capdavanteres que abans de la guerra van renovar els esquemes educatius de Catalunya, per això fou escollida per a codirigir el Grup Escolar Lluís Vives de Sants, primer amb Josep Barceló i Matas i, després amb Pere Blasi, un dels grups de més prestigi del Patronat Escolar de Barcelona. Va treballar en aquest centre des de la inauguració, el 1931, fins al gener de 1939, essent la directora de la secció de noies, però durant la guerra ho fou en funcions de tot el Grup per l'activitat política de Pere Blasi. Va patir sancions i fou depurada pel nou règim franquista després de 1939. Es va jubilar a l'escola unitària del carrer de Princesa, al Born.
Va ser enterrada per voluntat pròpia a Llers.
Des d'abril de 2022 la ciutat de Barcelona ha donat el seu nom a un carrer del barri de Sants.